# Johann Nepomuk Ahle
Johann Nepomuk Ahle (* 16. Mai 1845 in Langenmosen, Königreich Bayern; † 20. November 1924 in Augsburg) war ein deutscher, katholischer Kirchenmusiker, Komponist, Pfarrer, Domkapitular und Doktor der Theologie.

## Leben
Johann Nepomuk Ahle wurde nach einem Theologiestudium zum Doctor theologiae promoviert. Er war 1868 Musikpräfekt in Regensburg. Er erhielt am 1. August 1868 die Priesterweihe in Regensburg und wurde am 19. September 1868 Kaplan in Pöttmes. Am 2. Mai 1869 wurde er Musikpräfekt am Priesterseminar in Dillingen an der Donau. Am 5. Januar 1886 wurde er dort Subregens und am 25. Oktober 1886 Regens. Am Seminar war er auch Chorregent. Am 15. September 1901 wurde er Domkapitular am Augsburger Dom und 1921 dort Domdekan.

## Werke (Auswahl)

### Werke mit Opuszahl
- VIII cantiones sacrae vocibus aequalibus concinendae, 8 lateinische Gesänge mit liturgischen Texten für 4 gleiche Stimmen op. 4, Coppenrath, Regensburg OCLC 165531262 IV Confessio et pulchritudo in B-Dur (Offertorium in festo S. Laurentii M.) RISM ID: 403004513
- VII cantiones sacrae vocibus inaequalibus concinendae, Sieben lateinische Gesänge für 4,5 und 6 ungleiche Stimmen op. 5, Coppenrath, Regensburg, 1893 OCLC 824245477 (Digitalisat beim Münchener Digitalisierungszentrum der Bayerischen Staatsbibliothek) I Veni Sancte Spiritus II Veritas mea, Psalm 88, 25 Offertorium in Communi confessoris non Pontificis III Justus ut palma Psalm 91, 13 Offertorium in Communi Doctorium  IV Os justi, Psalm 36, Graduale in Festo S. Camilli de Lellis V Miserere mei Deus, Psalm 51, Ton II cum 2 Falsibordoni VI Gloria et honore, Psalm 8, Offertorium in Festo S. Joachim necnon in Vigilia unius Apostoli et de communi uni martyris non Pontificis in Missa „In virtute“ VII XII Falsibordoni pro Vesperis A 4 vocum
- Litaniae de S. Aloysio, Litanei vom heiligen Aloysius für 2 Vorsänger und fünfstimmigen gemischten Chor op. 6a, Coppenrath, Regensburg OCLC 165531276
- Litaniae de S. Aloysio, Litanei vom heiligen Aloysius für 2 Vorsänger und Männerchor op. 6b, Coppenrath, Regensburg OCLC 165531276
- Litaniae ss. nominis Jesu, Litanei vom heiligsten Namen Jesus für zwei Vorsänger und fünf gemischte Stimmen op. 7a, Coppenrath, Regensburg, um 1890 OCLC 705282667
- Vier Motetten mit Pange lingua zur Prozession am hl. Frohnleichnamsfeste für vier Männerstimmen op. 10a, Coppenrath, Regensburg OCLC 165531296
- Quatuor motetta et Pange lingua ad processionem in festo SS. Corporis Christi, Responsoria in processione Corporis Domini, Vier Motetten mit Pange lingua zur Procession am hl. Frohnleichnamsfeste für gemischten Chor op. 10b, Coppenrath, Regensburg, 1894 OCLC 165531300  (Gemeinfreie Noten von Responsoria in processione Corporis Domini, Op. 10b in der Choral Public Domain Library – ChoralWiki (englisch)) I Homo quidam II Respexit Elias III Ego sum panis vitae IV Misit me vivens Pater
- Liturgische Gesänge zur Bischofs-Weihe für fünfstimmigen gemischten Chor op. 11, Coppenrath, Regensburg OCLC 165531283
- Messe zu Ehren des Aloysius von Gonzaga für dreistimmigen Knaben- und vierstimmigen Männerchor op. 12, Böhm, Augsburg, 1906 OCLC 643044679

### Sonstiges
- Weihnachtsfeier mit lebenden Bildern (Tableaux), Pustet, Regensburg, 1873 OCLC 867159079 (Digitalisat beim Münchener Digitalisierungszentrum der Bayerischen Staatsbibliothek)
- Geistlicher Christbaum : eine Sammlung von grösseren und kleineren Weihnachtsspielen, Krippenliedern und Gedichten, Vierzehn Hirtenstenen, Auer, Donauwörth, 1873  OCLC 718122351
- XXV cantica sacra vocibus aequalibus concinenda, mit Texten aus den liturgischen Büchern der Kirche für vierstimmigen Männerchor, Fünfundzwanzig lateinische Gesänge, Pustet, Regensburg, 1883 OCLC 165531280
- Missa „Sanctae crucis“ ad IV voces aequales, Messe „zu Ehren des Hl. Kreuzes“ für Männerchor a cappella, Pustet, Regensburg, 1883 OCLC 634320513 Im Repertoire des Männerchors der Regensburger Domspatzen.[4]
- Missa „Brevissima“ in honorem S. Hieronymi ad duos choros (7 voces inaequales), Messe genannt die „kürzeste“ zu Ehren des hl. Hieronymus für dreistimmigen Knaben- und vierstimmigen Männerchor, Böhm, Augsburg, 1886 OCLC 165531292 (Digitalisat beim Münchener Digitalisierungszentrum der Bayerischen Staatsbibliothek)
- Die Choral-Ausgabe der heiligen Riten-Congregation (editio Medicaea), ihre Geschichte und Stellung unter den liturgischen Büchern der römisch-katholischen Kirche, eine liturgisch-historische Studie, F. Pustet, Regensburg, 1895 OCLC 37701342
- Über Mass und Milde in kirchenmusikalischen Dingen, ein Vortrag gehalten bei der 16. General-Versammlung des Allgemeinen Cäcilien-Vereins zu Regensburg am 20. Aug. 1901,  Coppenrath, Regensburg, 1901 OCLC 163401205
- „Du starker Fels im Meer!“, Festgesang zur Feier des fünfzigjährigen Bischofs-Jubiläums Seiner Heiligkeit des glorreich regierenden Papstes Leo XIII. für sechsstimmigen gemischten. Chor oder Männerchor, mit Bariton- und Tenor-Solo nebst willkürlicher. Klavier- oder 9stg. Blechinstrumenten-Begleitung, Text: Andreas Leonhard, Coppenrath, Regensburg OCLC 165531269
- Patrona Bavariae, Maria, Patronin des Königreiches Bayern, Text: Guido Görres für drei 3 Stimmen eingerichtet, Seitz, Augsburg, 1916 OCLC 165531310
- „Der Mai ruft uns Maria“ für eine od. zwei Singstimmen mit einfacher Orgel- oder Harmonium-Begleitung,  Böhm, Augsburg, um 1917 OCLC 643044667
- O Unbefleckte, Maria hold, Text: Konrad Kümmel, zweistimmig mit Begleitung OCLC 165531303
- Mit Karl Deigendesch: Orgel-Buch zu den Gesängen des katholischen Andachtsbuches „Laudate“ für das Bistum Augsburg
- Confirma hoc Deus, für gemischten Chor und Orgel RISM ID: 453007889 für gemischten Chor, Musikverlag Böhm, Augsburg RISM ID: 605000650
- Jam sol recedit igneus für gemischten Chor RISM ID: 400104689